# Verejeni, Ocnița
Verejeni este un sat din cadrul comunei Lencăuți din raionul Ocnița, Republica Moldova. Situat pe un platou deasupra Nistrului, satul este despărțit de o pădure de cea mai nordică localitate din țară, Naslavcea. Din Verejeni se vede o parte a Ucrainei, până la Moghilău. Majoritatea locuitorilor sunt români/moldoveni.

## Istorie
Prima atestare documentară a satului Verejeni datează din anul 1624:
„Din mila lui Dumnezeu, Io Radul Mihnea voievod, domn al Țării Moldova. Facem cunoscut cu aceasta carte a noastre tuturor celor care o vor vedea sau o vor auzi citindu-se, iată dăm și întărim credinciosului și cinstitului nostru boier, panului Miron Barnovschi, hatman și pârcălab de Suceava, patru sate, anume, Verbova și Verejani și Zalucenii și Nemirovul, ce sunt în ținutul Sorocii, din privilegii de danie și miluire și vislujenie de la Ștefan Toma voievod, pentru că acele sate mai înainte i-au fost lui drepte dedine și le-a luat de la dânsul Balica hatmanul cu sila, iar apoi le-a pierdut prin viclenie, când s-a ridicat împreuna cu Costantin voievod și cu multă armată leșească și cazaci, și au venit în țara domniei mele și împotriva sceptrului cinstitului împărat și mare război au făcut cu Ștefan voievod, pe râul Jijia, și atotmilostivul Dumnezeu i-a dat sub sabie.

Drept aceea, să fie și de la domnia mea acele sate mai sus scrise: Verbova și Verejani și Zalucenii și Nemirovul mai sus zisului boier Miron Barnovschi hatmanul și să-i fie lui și de la noi danie și miluire, uric și ocină cu tot venitul lui, copiilor lui, și nepoților lui, și strănepoților lui, și răstrănepoților, și la tot neamul lui, care i se va alege mai aproape, neclintit niciodată în vecii vecilor.

...

Iar pentru mai mare putere și întărire a tuturor celor mai sus scrise, am poruncit credinciosului și cinstitului nostru boier panului Dumitru Ștefan mare logofăt să scrie și pecetea noastră să o lege la aceasta adevărată carte a noastră.

A scris, la Iași, Dumitru pisarul în anul 7132 <1624> martie 24.”
În perioada interbelică localitatea a făcut parte din județul Soroca.
În școala medie din Verejeni, cu predarea în limba română, în anii 1960-1980 veneau să învețe sute de elevi din satele Lencăuți, Mereșeuca, Gîrbova, Bîrnova, printre care și scriitorul Victor Prohin, politicianul Vasile Bumacov.

## Demografie

### Structura etnică
Structura etnică a satului conform recensământului populației din 2004:
| Grup etnic         | Populație | % Procentaj |
| ------------------ | --------- | ----------- |
| Moldoveni / Români | 949       | 97,63%      |
| Ucraineni          | 19        | 1,95%       |
| Ruși               | 4         | 0,41%       |
| Total              | 972       | 100%        |

## Geografie
La marginea nordică a satului este amplasată Rîpa Adîncă, arie protejată din categoria monumentelor naturii de tip geologic sau paleontologic.

## Personalități
În Verejeni s-au născut și au absolvit școala medie personalități în diferite domenii:
- Stanislav Groppa, doctor în medicină, vice președintele Academiei de Științe din Moldova,
- Lidia Guțu, ex-vice-prim-ministru al Republicii Moldova, fost Ambasador al Republicii Moldova în România.
- Renata Verejanu, poet, prozator, regizor, editorul Revistei „Micul Prinț”, Om Emerit al Republicii Moldova.[nefuncțională – arhivă]
, numită printre cei mai mari scriitori care au studiat la Institutul de Literatură Maxim Gorki, Arhivat în 2 mai 2019, la Wayback Machine. autoarea a peste 60 de titluri de carte.
- Violeta Marfin, magistru în economie
- Alexandru Gheorghe Groapă, director de școală timp de peste 40 ani, deținător de ordine și distincții de stat, om emerit-învățământ.